# Кондензатор
 Тази статия е за електронния компонент.  За топлотехническото устройство вижте Кондензатор (топлообменник).  
Кондензаторът е пасивен електронен компонент с два извода, предназначен за временно съхранение на електрически заряд чрез енергията на електрическото поле.
Устройството на използваните в практиката кондензатори варира в широки граници, но те почти винаги съдържат поне два проводника, разделени от непроводящ диелектрик. При наличие на потенциална разлика между двата проводника в диелектрика възниква статично електрическо поле, в резултат на което от едната му страна се натрупва положителен, а от другата – отрицателен заряд.
Идеалният кондензатор се характеризира с една постоянна величина, наричана електрически капацитет и измервана във фаради. Капацитетът е отношението на електрическия заряд на всеки от проводниците към потенциалната разлика между тях. При реалните кондензатори през диелектрика протичат известни токове, а големината на електрическото поле е ограничена поради пробивното напрежение на диелектрика. Освен това проводниците предизвикват нежелана индуктивност и съпротивление, които понякога оказват чувствително влияние върху теоретичния модел на работа на кондензаторите.
Кондензаторите намират широко приложение в различни електрически схеми за филтриране на определени честоти, за изглаждане на изходното напрежение на захранващи блокове, Подобряване фактора на мощността в мрежата, в трептящи кръгове използвани в радиотехниката, и за много други цели.

## История
През октомври 1745 година немският физик Евалд Георг фон Клайст установява, че електрическият заряд може да се съхрани, като се свърже с проводник към един високоволтов електростатичен генератор, стъклен съд с вода държан в ръка. Начинът на действие на устройството е обяснен теоретично по-късно – ръката на Фон Клайст и водата действат като проводници, а стъкленият съд – като диелектрик. Фон Клайст забелязва, че и след отстраняването на генератора докосването на жицата предизвиква болезнена искра. В писмо, описващо експеримента, той казва: „Не бих приел втори такъв удар и в замяна на Кралство Франция“. През следващата година нидерландският физик Питер ван Мьосхенбрук изобретява подобен кондензатор, който става известен като лайденска стъкленица, по името на Лайденския университет, където работи Ван Мьосхенбрук.
Няколко години по-късно германският физик Даниел Гралат за пръв път съчетава няколко стъкленици, образувайки батерия с възможност за съхранение на по-голям заряд. Американецът Бенджамин Франклин установява, че съхраняваният заряд е разположен по повърхността на стъклото, а не във водата, както се е смятало дотогава. Той е и първият, използвал наименованието „батерия“ за успоредно свързаните групи стъкленици.
Лайденски стъкленици и по-мощни устройства с плоски стъклени плочи и метално фолио се използват широко до началото на 20 век, когато възникването на радиотехниката създава търсене за стандартизирани кондензатори, а изискването за все по-високи честоти създава нужда от кондензатори с по-ниска индуктивност. По това време започват да се използват по-компактни форми с гъвкав диелектричен пласт, като промазана хартия, поставена между два пласта метално фолио, навита или сгъната в малък пакет.

## Физично описание на действието
Кондензаторът представлява електронен компонент, който съхранява електрически заряд, но пропуска променлив ток. Обикновено е изграден от два или повече проводника, разделени с диелектрик. Проводниците са оформени почти винаги като пластини с различна форма и взаимно разположение.

### Описание
Кондензаторът се състои от два електрически проводника, разделени с изолационен слой. Изолационната част се нарича диелектрик. Примери за диелектрици са пластмаса, найлон, стъкло, въздух, хартия, вакуум.
В единната система SI капацитет един фарад означава, че един кулон заряд на всеки проводник предизвиква напрежение един волт на кондензатора.
Един идеален кондензатор се характеризира напълно със своя капацитет C, определен като отношение на заряда ±Q на всеки проводник към напрежението V между тях:
{\displaystyle C={\frac {Q}{V}}}

Когато проводниците (или плочите) са близо един до друг, срещуположните заряди на проводниците се привличат един към друг поради електрическото си поле и при дадено напрежение позволяват на кондензатора да съхранява по-голям заряд, за разлика от раздалечени един от друг проводници.
Една опростена схема от активно съпротивление и кондензатор показва начина на зареждане на кондензатора. Схемата съдържа последователно свързани съпротивление, кондензатор и източник на постоянно напрежение с напрежение Uin и е позната като схема на зареждане на кондензатора. Кондензаторът първоначално не е зареден. При подаване на напрежението протича ток, който го зарежда.
При подаден входен сигнал Uin, изходният представлява Uc (вижте фигурата), като такава верига на зареждане се нарича интегрираща.
Формулата за промяна на напрежението на зареждане се определя като единично стъпаловидно въздействие с амплитуда U
{\displaystyle \,\!U_{c}(t)=U_{0}\left(1-e^{-t/RC}\right).}
По този начин константата за време τ на този процес е равна на:
{\displaystyle \tau =RC.}
Докато кондензаторът достига напрежението на захранване, напрежението върху активното съпротивление и токът през цялата схема намаляват експоненциално. В случай на разреждане на вече заредения кондензатор, по същия начин експоненциално намалява напрежението върху кондензатора до достигане на напрежението до нула.

### При променливо напрежение
Електрическият импеданс, който е сумарният вектор от реактивното съпротивление и активното съпротивление, описва фазовата разлика и съотношението на амплитудите между синусоидално променящото се напрежение и синусоидално променящия се ток при дадена честота. Реактивното съпротивление и импедансът на кондензатора са съответно:
{\displaystyle {\begin{aligned}X&=-{\frac {1}{\omega C}}=-{\frac {1}{2\pi fC}}\\Z&={\frac {1}{j\omega C}}=-{\frac {j}{\omega C}}=-{\frac {j}{2\pi fC}}\end{aligned}}}
Където j е имагинерната единица и ω е ъгловата честота на синусоидалната честота. Фазовото изместване −j показва, че променливото напрежение V е дефазирано към променливото напрежение с 90°: Положителната фаза на тока е по време на повишаващото се напрежение.
Импедансът намалява с увеличаване на капацитета и честотата. Като резултат, колкото по-голяма е стойността на капацитета и честотата на сигнала, толкова повече намаляват загубите в кондензатора и сигналът преминава през него. Обратно, при ниска честота реактивното съпротивление се увеличава и сигналът се спира.

## Основни параметри
- Номинален капацитет – проектната стойност на капацитета на кондензатор, която е означена върху корпуса му;
- Толеранс – допустимото отклонение от номиналната стойност на кондензатора, най-голямата разлика между истинския и номиналния капацитет при използвания начин на производство.
  - Измерва се в проценти и бива ±5%, ±10%, ±20%.
  - При електролитните кондензатори толерансът е несиметричен – от -20% до +100%;
- Работно напрежение – най-голямото напрежение между електродите на кондензатора, което по време на работа не бива да се превишава. В противен случай ще настъпи пробив в диелектрика и кондензатора ще се повреди;
- Пробивно напрежение – напрежението, при което се получава необратим пробив в диелектрика на кондензатора;
- Загуби в кондензатора – загуби на електрически ток в активната съставка на импеданса
- Мощност на кондензатора – максималната реактивна мощност, която може да бъде проведена през кондензатора без повреда. Зависи от:
  - работното напрежение,
  - сечението на проводниците и плочите и
  - общите загуби.

### Еквивалентна схема
Идеалният кондензатор само съхранява и освобождава електрическата енергия без загуби. В действителност всички кондензатори имат активно съпротивление от използваните материали. Това съпротивление се представя като последователно свързано еквивалентно съпротивление. Изводите на кондензатора добавят и еквивалентно последователно свързан индуктивен елемент. Това има значение при относително високи работни честоти.
Когато плочите на кондензатора са отделени от материал със слаба проводимост, а не от идеален диелектрик, тогава има малък ток на утечка между тях. Еквивалентната схема на кондензатора в този случай се представя с малко паралелно свързано активно съпротивление, вследствие на което се разрежда бавно с времето.

### Q фактор
Q-фактор на кондензатора се нарича отношението на реактивното съпротивление на кондензатора към активното му съпротивление при определена честота и показва неговата ефективност. Колкото по-голям е Q-факторът на кондензатора, толкова по-близки са свойствата му до тези на идеалния, без загуби кондензатор.
Q-факторът се определя по следната формула:
{\displaystyle Q={\frac {X_{C}}{R_{C}}}={\frac {1}{\omega CR_{C}}}},
където:
{\displaystyle \omega } е ъглова честота,
{\displaystyle C} е капацитета,
{\displaystyle X_{C}} е реактивното съпротивление и
{\displaystyle R_{C}} е активното съпротивление, последователно свързано с кондензатора.

### Нестабилност в стойността на капацитета
Капацитетът на някои типове кондензатори намалява с течение на времето.
При някои видове керамични кондензатори (тип 2) това е следствие от стареенето на диелектрика. Най-съществени причини за стареенето са:
- вида на диелектрика,
- околната работна температура и
- температурата на съхранение,

докато работното напрежение има по-слаб ефект. Процесът на стареене може да бъде обратим чрез нагряването на кондензатора над определена температура. Стареенето е по-бързо в началото на живота на компонента и се стабилизира с времето.
Електролитните кондетзатори от своя страна стареят като следствие от изпарението на електролита. За разлика от керамичните кондензатори това става в края на живота на пасивния елемент.
Температурната зависимост на капацитета на кондензатора е малка (от порядъка на ppm) без ясно изразени тенденции.

## Нерегулируеми кондензатори
Кондензаторите с постоянен капацитет се наричат „постоянни кондензатори“. Техният капацитет се определя по време на тяхното производство и след това не може да бъде променян. В зависимост от използвания диелектрик съществуват няколко вида постоянни кондензатори:
- Хартиени – състоят се от 2 станиолови ленти, изолирани помежду си с импрегнирана хартия. Намират приложение за работа само при електрически сигнали с ниска честота.
- Слюдени – При тях диелектрикът е слюда. Произвеждат се с неголеми капацитети и се използват при високи честоти.
- Вакуумни кондензатори – използват се основно във високоволтовата техника. Диелектрикът в случая е вакуум.
- керамични – При тях диелектрикът е различни видове специална керамика и намира най-голямо приложение сред постоянните кондензатори. Според конкретния вид керамика работят при ниски или високи честоти.
- Стирофлексни – приличат по конструкция на хартиените, но тук диелектрикът е от стирофлекс – тънка прозрачна лента (фолио) от полистирол.
- Пластмасови – диелектрикът е от други пластмаси.
- електролитни – характерно за тези кондензатори е, че имат голям капацитет при неголям обем. При тях като диелектрик се използва тънък слой от диалуминиев триоксид. Корпусът на кондензатора е отрицателен и осъществява електрическа връзка с електролита т.е. има задължителна полярност, която при монтаж трябва да се спазва. Тоест това са кондензатори за работа при постоянно или пулсиращо напрежение.

| Вид                                          | Капацитет | Електрическо поле                                                            | Схематично представяне |
| -------------------------------------------- | --- | ---------------------------------------------------------------------------- | ---------------------- |
| Кондензатор с две плочи (плосък кондензатор) | {\displaystyle C=\varepsilon _{0}\varepsilon _{r}\cdot {{A} \over {d}}}                                        | {\displaystyle E={\frac {Q}{\varepsilon _{0}\varepsilon _{r}A}}}             |                        |
| Цилиндричен кондензатор                      | {\displaystyle C=2\pi \varepsilon _{0}\varepsilon _{r}{\frac {l}{\ln({\frac {R_{2}}{R_{1}}})}}}                | {\displaystyle E(r)={\frac {Q}{2\pi rl\varepsilon _{0}\varepsilon _{r}}}}    |                        |
| Сферичен кондензатор                         | {\displaystyle C=4\pi \varepsilon _{0}\varepsilon _{r}\left({\frac {1}{R_{1}}}-{\frac {1}{R_{2}}}\right)^{-1}} | {\displaystyle E(r)={\frac {Q}{4\pi r^{2}\varepsilon _{0}\varepsilon _{r}}}} |                        |
| Сфера                                        | {\displaystyle C=4\pi \varepsilon _{0}\varepsilon _{r}R_{1}}                                                   | {\displaystyle E(r)={\frac {Q}{4\pi r^{2}\varepsilon _{0}\varepsilon _{r}}}} |                        |

## Променливи регулируеми кондензатори
Кондензаторите с променлив капацитет (променливи кондензатори) могат да изменят своя капацитет в определени граници при настройка в електрически схеми. Промяната в капацитета се извършва чрез промяна на ефективната площ на плочите на кондензатора – плочите се изместват една спрямо друга. Диелектрикът при променливите кондензатори често е въздух (въздушни кондензатори) или керамика. Този тип кондензатори се използва в радиотехниката при настройката за честотите на трептящите кръгове.

## Свързване на кондензатори

### Паралелно свързване
При паралелно свързани кондензатори общият капацитет се изчислява като се съберат капацитетите на всички кондензатори в системата:
{\displaystyle C_{\rm {ges}}=C_{1}+C_{2}+\cdots +C_{n}\,\!}
Сумата от протичащия ток Iges в схемата се разпределя между k-броя кондензатори в съответствие с формулата:
{\displaystyle I_{k}={\frac {C_{k}}{C_{\rm {ges}}}}\cdot I_{\rm {ges}}}

Ако всички кондензатори, свързани паралелно в схемата, са еднакви, те могат да бъдат представени като един голям кондензатор.

### Последователно свързване
Последователното свързване е налице, когато два или повече кондензатора са свързани във верига един след друг.
Ако C1 и C2 са капацитетите на два кондензатора, свързани последователно, то общият им капацитет Сges се изчислява така:
{\displaystyle {\frac {1}{C_{\mathrm {ges} }}}={\frac {1}{C_{1}}}+{\frac {1}{C_{2}}}+\cdots +{\frac {1}{C_{n}}}}
При последователно свързване се намалява рискът от пробив на кондензаторите, защото върху всеки отделен кондензатор въздейства само част от потенциалната разлика от източника на напрежение.

### Смесено свързване
Ако повече от два кондензатора са свързани по различен начин, то капацитетът им се изчислява, като схемата се раздели на участъци и капацитетът се изчисли за всеки участък.

## Приложения

### Съхранение на енергията
Кондензаторът може да съхранява електрическата енергия след като се изключи от схемата за зареждане и може да се използва подобно на временна акумулаторна батерия или друг източник за акумулиране и съхранение на енергия.
Кондензаторите обикновено се използват в електронните устройства, за да запазват захранващото напрежение, докато се сменят батериите на енергозависимите памети.
Кондензаторите са неефективни като устройства за съхранение на енергията:
- те осигуряват по-малко от 360 джаула на килограм от теглото си, докато
- алкалните батерии осигуряват 590 kJ/kg.

В първите дискови устройства| се използва кондензаторна батерия с голям капацитет за изваждане на блока магнитни глави от дисковия пакет с цел избягване на разрушаване на пакета при аварийно спиране на електрическото захранване на дисковото устройство.

### Импулсно подаване на енергия
Много технически устройства и технологии изискват подаване на енергия под формата на кратък високоволтов импулс. Пример за това е импулсният лазер. При твърдотелния лазер излъчвателят трябва да се „напомпа“ чрез мощен светлинен импулс. За целта се използват импулсни лампи, захранвани от кондензаторни групи.
Други приложения на импулсното подаване на енергията чрез използването на кондензатори са електромагнитно формоване, радарите, дефибрилаторите, ускорителите на частици и други.

### Свързване на сигнални схеми

#### Кондензаторно свързване
Тъй като кондензаторът пропуска променливотоковия сигнал и блокира постояннотоковия (след като се зареди до стойността на постоянното напрежение), те се използват за разделяне на променливотоковата от постояннотоковата съставка на сигналите. Този метод е познат като „капацитивно свързване“ (променливотоково свърдване). За това се използва кондензатор с голям обем, чиято стойност не е необходимо да се контролира точно, но реактивното му съпротивление е малко за честотата на сигнала.

#### Изглаждащ кондензатор
Изглаждащият кондензатор е кондензатор, използван да защитава определена част от схемата от влиянието на друга част, например защита от шум или случайни смущения. Шум, предизвикан от други елементи на схемата, кондензатора запазва напрежението неизменно, като по този начин се намалява ефекта на смущенията върху останалата част на схемата.
Изглаждащият кондензатор не е необходимо да бъде непременно дискретен елемент. Неговата роля може да изпълнява проводника на печатната платка между слоевете ѝ. Захранващите и заземителните шини на платката могат да са разположени паралелно на различни слоеве с изолатор между тях и по този начин да са като един паралелен кондензатор.

### Капацитивен датчик
Повечето кондензатори са конструирани да запазват постоянни физически параметри. Съществуват конструкции, при които се променят някой физическите параметри (дебелина на диелектрика или отместване на електродите), което водят до промяна на капацитета и позволява да се използват за измерване.

#### Промяна на диелектрика
Ефекта от промяната на характеристиката на диелектрика може да се използва за измерване. Кондензатори с открит или порьозен диелектрик могат да се използват за измерване на влагата във въздуха. Кондензатори се използват за прецизно измерване на нивото на гориво в самолета, когато горивото покрие повече плочи, капацитета в измервателната схема се увеличава. Притискането и деформирането на диелектрика може да промени капацитета и по този начин да се използва като датчик за натиск.

#### Промяна на разстоянието между плочите
Кондензатори с гъвкави плочи могат да се използват за измерване на опън или налягане. Индустриалните преобразователи за налягане, използвани за контрол, използват чувствителна към налягането диафрагма, която представлява плоча от кондензатор, включен в осцилаторна схема. Кондензаторите се използват като датчик в кондензаторните микрофони, като едната плоча се движи спрямо другата от промените в налягането на въздуха от звуковите вълни. Някои измервателни уреди за ускорение използват кондензатори, ецвани върху чипа, за да измерват стойността и посоката на вектора на ускорението. Те се използват за определяне на промени в ускорението, в датчици за наклон или за определяне на свободно падане, като датчици за задействане на въздушните възглавници в автомобила и много други. Някои датчици за пръстови отпечатъци също използват кондензатори.

#### Промяна на ефективния обем между плочите
Капацитивни сензорни бутони се използват в много електронни битови прибори.

### Пусков кондензатор
Полето, което създава еднофазната намотка на статора на монофазен асинхронен двигател не е въртящо се, както е при трифазното напрежение, а пулсиращо. То не може да стартира двигателя, но може да поддържа въртенето след завъртането. За стартирането на двигателя се използва втора пускова намотка, която е свързана последователно с пусков кондензатор. Пусковата намотка е изместена на определен ъгъл спрямо работната намотка и по този начин се получава въртящо се магнитно поле. След развъртането на двигателя и достигането на скоростта, кондензаторът се изключва от например центробежен изключвател. При някои двигатели кондензаторът остава постоянно включен, а при други се използват постоянно включен работен кондензатор и пусков кондензатор, който се изключва при достигането на скоростта. Принципът е, че за голям пусков момент на двигателя е необходим по-голям пусков кондензатор, а постоянно включен кондензатор се използва при случаите на възможен по-слаб пусков момент.
По този начин използването на кондензатор се осъществява и работата на трифазни двигатели в еднофазна мрежа.
Пусковите кондензатори на еднофазните двигатели обикновено са униполярни за променлив ток.

## Опасности и защита
Кондензаторите могат да съхранят заряда си дълго време след като са отделени от електрическата верига. Този заряд може да е опасен и даже фатален за човека, както и за електрическите елементи. Например фотосветкавица, захранвана от батерия 1,5 волта (батерия АА) може да притежава кондензатор, който да има заряд от 15 джаула и напрежение 300 волта. Този заряд може да предизвика сериозен шок. Оборудването с такива кондензатори може да имат вградени разреждащи съпротивления. Тези съпротивления служат за разреждане на енергията след изключване на оборудването.

### Опасност от разрушаване (взрив)
Взривовете в електролитните кондензатори са разпространено явление. Основната причина за взривяването е прегряването на кондензатора, предизвикано от утечка, или повишаване на напрежението му, или съпротивлението. Причина за това е стареенето, особено когато кондензаторите се намират в близост до източници на топлинно излъчване.
За да се намали повреждането на други елементи от оборудването и нараняването на персонала, в съвременните кондензатори с голям капацитет в корпуса му се прави предпазен клапан, който се разрушава при повишаването на вътрешното налягане на кондензатора, при това разрушението става без опасност за веригата.
За разлика от електролитните кондензатори, рискът от взрив на оксидните полупроводникови (танталови) кондензатори е свързан с това, че такъв кондензатор представлява взривна смес от гориво тантал и окислител (манганов диоксид). При пробив на кондензатора или погрешното му свързване отделената от протичащия ток топлина предизвиква химична реакция между двата компонента, която протича с взрив и изхвърляне на искри и на части от корпуса. Такъв взрив може да повреди и много съседни елементи.
Поради стареенето на електролитните кондензатори и промяната на параметрите им, често при някои изделия те се сменят профилактично след примерно 15 години работа.

### Полихлорирани бифенили[8]
Полихлорираните бифенили (ПХВ) са устойчиви органични замърсители (УОЗ), токсични към хората и живите организми и се натрупват в тях, трудно се разграждат, пренасят се по въздух и вода и чрез организмите и се акумулират в природата. Използвани са интензивно в индустрията от 1929 до 1989 година.
Тъй като ПХБ са химични и топлинно устойчиви съединения, са използвани като охладителни и диелектрични течности във високоволтовите трансформатори и кондензатори. Това включва и пускови кондензатори за компресори на хладилници, климатични инсталации, отоплителни инсталации и баласт за луминисцентни лампи. Високоволтови маслонапълнени кондензатори се използват за коригиране на фактора на мощността в трансформаторни станции или напосредствено в големи промишлени предприятия.
През 2001 година е приета Стокхолмската конвенция за УОЗ за ограничаване на замърсяването с тези продукти, ратифицирана в България. Това изисква недопускане на изтичане на тези продукти и специално отношение към излязлото от строя оборудване, съдържащо такива. В България двата завода, произвеждали кондензатори: Кондензаторен завод – Кюстендил и Кондензаторен завод „Аматица“ – с. Ковачевци не са използвали ПХБ, но има вносно оборудване, което може да съдържа такива вещества.